# Institutul de Istoria Artei „George Oprescu”
Institutul de Istoria Artei „George Oprescu” este un institut al Academiei Române, situat pe Calea Victoriei 196 (Casa Dissescu).